# Chémery
Chémery é uma comuna francesa na região administrativa do Centro, no departamento Loir-et-Cher. Estende-se por uma área de 33,65 km². Em 2010 a comuna tinha 969 habitantes (densidade: 28,8 hab./km²).